# Alfredo Bosi
Pour les articles homonymes, voir Bosi.
Alfredo Bosi (São Paulo, 1936 - ibidem, 2021) est un historien de la littérature brésilienne et critique littéraire brésilien, professeur émérite de l’université de São Paulo (USP). 
À l’issue de ses études de lettres romanes à l’USP, il fut nommé enseignant-assistant au département de littérature italienne de la même université, où il soutint une thèse sur Leopardi, puis une autre sur Pirandello. Il interrompit sa mission d’enseignement au début des années 1960 pour un séjour comme boursier à l’université de Florence. De retour au Brésil, il reprit son poste, mais sollicita vers 1970 d’être muté au département des lettres brésiliennes de la même USP, et publia, dans ce nouveau domaine de spécialité, plusieurs ouvrages sur Machado de Assis et un manuel d’histoire littéraire brésilienne qui connut plusieurs dizaines de rééditions. Il enseigna également, au titre de professeur invité, à l’École des hautes études en sciences sociales de Paris. D’autre part, il s’est engagé dans plusieurs associations de défense des droits de l'homme.

## Biographie
Alfredo Bosi est né le 26 août 1936 à São Paulo, comme fils de Teresa Meli, originaire de Salerne, et d’Alfredo Bosi, paulista aux racines toscanes et vénitiennes. Il a été marié à la psychologue sociale, essayiste et professeur à l’Institut de psychologie de l’université de São Paulo (USP), Ecléa Bosi, avec qui il eut deux enfants.
Après des études primaires au Grupo Escolar Dom Pedro II et secondaires au Ginásio Piratininga (à Osasco, dans la banlieue de São Paulo), il entreprit en 1955 des études de lettres néolatines à l’USP et obtint sa licence. En 1958, il suivit un cursus de spécialisation en littérature brésilienne, en philologie romane et en littérature italienne, et fut nommé l’année suivante assistant en littérature italienne à l’USP. Il se vit octroyer par le gouvernement italien une bourse d'études en vue d’aller étudier l’esthétique et la philosophie de la Renaissance à la faculté de Lettres de l’université de Florence en 1961 et 1962.
De retour au Brésil en 1962, il réintégra son poste d’enseignant en littérature italienne, aux côtés du professeur Ítalo Battarello, et enseigna cette discipline jusqu’en 1970. Durant ces années, il soutint deux thèses, restées cependant inédites, l’une intitulée Itinerario della narrativa pirandelliana (1964), l’autre, dans le cadre d’un libre professorat, intitulée Mito e poesia em Leopardi (1970). Il fut responsable, entre 1963 et 1970, de la rubrique Lettres italiennes du Supplément littéraire du journal O Estado de S. Paulo, rubrique pour laquelle il publia plus d’une vingtaine d’articles traitant notamment de Leopardi, Pirandello, Moravia, Buzzati, Manzoni, Gadda, Ungaretti, Montale, Quasimodo, Pasolini, etc.
Après avoir fait paraître son História Concisa da Literatura Brasileira en 1970, ouvrage devenu de référence, qui en est déjà à sa 50e édition (2017), il souhaitera se focaliser désormais sur sa qualification en littérature brésilienne, et se fit muter en 1971 vers le Département de lettres classiques et vernaculaires de l’USP, où il enseigna la discipline Littérature brésilienne, devenant titulaire de la chaire en 1985. Il fut aussi, à partir de 1993, professeur invité à l’École des hautes études en sciences sociales à Paris.
Alfredo Bosi est depuis mars 2003 membre de l’Académie brésilienne des lettres, où il occupe le fauteuil no 12.

## Affiliation intellectuelle et engagement
Au-delà de sa double affinité — à savoir pour les littératures italienne et brésilienne — qui a déterminé sa trajectoire universitaire et critique, son activité intellectuelle est empreinte d’un humanisme démocratique, adossée à une connaissance approfondie de l’œuvre de philosophes tels que Vico, Hegel, Croce, et Lukács. 
Son engagement politique se déploie sur deux versants : l’un théorique, où la figure de Gramsci occupe une place centrale, ce qui se traduit par l’apparition du concept de résistance dans une bonne part de son œuvre critique ; et l’autre militant, commencé auprès d’un groupe d’ouvriers d’Osasco, dans la périphérie de São Paulo, tout au long de la décennie 1970, puis poursuivi par un militantisme au sein de l’association de défense des droits de l’homme Centro de Defesa dos Direitos Humanos Dom Paulo Evaristo Arns, dont il fut le président de 1982 à 1984, et auprès de la Commission de justice et paix (Comissão de Justiça e Paz) depuis 1987. Au cours des années 1980, Bosi publia dans le journal Folha de S.Paulo plusieurs articles (appelés intervenções), dont quelques-uns seront rassemblés dans le livre Entre a Literatura e a História, paru chez Companhia das Letras en 2013, et qui attestent de son engagement intellectuel comme militant.

## Œuvre
Alfredo Bosi publia plus de vingt ouvrages, en plus de participer, par la rédaction de chapitres, à des ouvrages collectifs, d’organiser des éditions (Araripe Jr., José Bonifácio, o moço, Padre Vieira), de les coordonner (Leitura de poesia, 1996) ou de les préfacer (Cecília e Mário de Cecília Meireles ; Minha formação de Joaquim Nabuco ; Diário do Hospício et Cemitério dos Vivos, de Lima Barreto ; Ciência Nova, de Vico ; l’Estética de Benedetto Croce ; Um, nenhum e cem mil, de Pirandello ; Sobre Letras e Artes, d’Otto Maria Carpeaux ; A estrutura da bolha de sabão, de Lygia Fagundes Telles ; Criatividade e dependência na civilização industrial, de Celso Furtado, etc.).
Dans son œuvre critique, il convient de relever, en premier lieu, son História Concisa da Literatura Brasileira, travail de longue haleine et ouvrage de référence devenu incontournable pour les universitaires et chercheurs en littérature brésilienne ; mais aussi O ser e o tempo de poesia (1977), œuvre à la fois théorique et poétique, comprenant notamment le lumineux essai Poesia-resistência ; Céu, Inferno. Ensaios de crítica literária e ideológica, recueil d’essais de littérature brésilienne et italienne ; les essais de Dialética da Colonização, exercices de critique historico-littéraire qui valurent à leur auteur le prix Casa Grande & Senzala et le prix de la Critique pour le meilleur essai de l’année 1992, et qui sera traduit en français, anglais et espagnol. Le pan machadien de son œuvre critique se compose de deux livres : Machado de Assis. O enigma do olhar (littér. Machado de Assis. L’énigme du regard, de 2000) et Brás Cubas em três versões (littér. Brás Cubas en trois versions, de 2006), auxquels s’ajoutent plusieurs essais et articles sur le même auteur. Dans Ideologia e contraideologia (2010), série de quinze essais, Alfredo Bosi se penche sur le concept d’idéologie pour procéder, dans la première partie, à une radiographie de son histoire, puis pour en faire, dans la deuxième partie, une lecture contre-idéologique dans une perspective brésilienne.
D’autres ouvrages d’importance de Bosi sont Reflexões sobre a arte (1985), Literatura e Resistência (2002), et Entre a Literatura e a História (2013).

### Ouvrages d’Alfredo Bosi
Liste exhaustive :
- (pt) O pré-modernismo, Sao Paulo, Editora Cultrix, 1966
- (pt) História concisa da literatura brasileira, Sao Paulo, Cultrix, 1970 (50eéd. 2017), 528 p.
- (es) Historia Concisa de la Literatura Brasileña, Mexico, Fondo de Cultura Económica, 1983 (2e éd. 2001)
- (pt) O conto brasileiro contemporâneo, Sao Paulo, Cultrix, 1975 (14e éd. 2002)
- (pt) O Brasil republicano, Difel, 1977, « As letras na Primeira República »
- (pt) O ser e o tempo da poesia, Sao Paulo, Cultrix (6e  Companhia das Letras), 1977 (6e éd. 2000) (récompensé par le prix de l’Associação Paulista dos Críticos de Arte, 1978)
- (pt) Reflexões sobre a arte, Sao Paulo, Ática, 1985 (7e éd. 2002)
- (pt) Céu, inferno, Sao Paulo, Ática (Companhia das Letras), 1988 (2004)
- (pt) Dialética da colonização, Sao Paulo, Companhia das Letras, 1992 (4e éd. avec postface, 2001), 424 p. (ISBN 978-85-7164-276-8, lire en ligne) (traduction française sous le titre Culture brésilienne. Une dialectique de la colonisation, Paris, L'Harmattan, 2000 ; traduction espagnole Cultura Brasileña. Una dialéctica de la colonización, Salamanque, Ed. Universidad de Salamanca, 2005)
- (pt) Tempo e história, Sao Paulo, Companhia das Letras, 1992, 477 p. (ISBN 978-85-7164-288-1, lire en ligne), « O tempo e os tempos »
- (pt) Leitura de poesia, Sao Paulo, Ática, 1996
- (pt) Machado de Assis : O enigma do olhar, Sao Paulo, Ática, coll. « Estudos Literários », 1999 (4e éd. 2007), 219 p.
- (pt) Machado de Assis, Publifolha, 2002
- (pt) Literatura e resistência, Sao Paulo, Companhia das Letras, 2002
- (pt) Brás Cubas em três versões : Estudos Machadianos, Sao Paulo, Companhia das Letras, 2006, 144 p. (ISBN 978-85-359-0856-5, lire en ligne)
- (pt) Ideologia e Contraidelogia, Sao Paulo, Companhia das Letras, 2010, 448 p. (ISBN 978-85-359-1630-0, lire en ligne)
- (pt) Entre a Literatura e a História, Sao Paulo, Editora 34, 2013